# Elsa Krieger
Elsa Krieger (* 2010 in Hamburg) ist eine deutsche Kinderdarstellerin.

## Leben
Elsa Krieger wurde 2010 in Hamburg geboren und übernahm 2019 im Alter von 9 Jahren ihre erste Rolle in dem Fernsehmehrteiler Altes Land.
Seit 2021 spielt Krieger in der Kriminalfilmreihe Der Usedom-Krimi die Großnichte Merle Witt der ehemaligen Staatsanwältin Karin Lossow. In Das Lehrerzimmer übernahm sie die Rolle der Hatice. In der Fernsehserie Der Scheich verkörperte sie die junge Pina Gholizadeh.
Krieger lebt in Hamburg.

## Filmografie
- 2019: Altes Land (Fernsehmehrteiler)
- Seit 2021: Der Usedom-Krimi (Fernsehreihe)
  - 2021: Ungebetene Gäste
  - 2021: Der lange Abschied
  - 2022: Gute Nachrichten
  - 2023: Friedhof der Welpen
  - 2023: Geburt der Drachenfrau
  - 2023: Schlepper
  - 2024: Am Scheideweg
  - 2024: Emma
- 2021: Das Lehrerzimmer (Spielfilm)
- 2022: Der Scheich (Fernsehserie)
- 2025: Neuer Wind im Alten Land: Erntezeit (Fernsehreihe)
- 2025: Neuer Wind im Alten Land: Stolz und Vorurteil (Fernsehreihe)